# Aragats
Aragats (armensk: Արագած ) er det højeste bjerg i Armenien, og ligger i provinsen Aragatsotn, nordvest for Jerevan. Bjerget er en fritstående, uddød vulkan (stratovulkan) med fire toppe som danner kanten af krateret. Bjergarterne omkring vulkanen stammer fra holocen. Den er et populært højdedrag for lokale bjergklatrere. På bjergsiden ligger Bjurakan-observatoriet og Amberdfæstningen fra middelalderen. Observatoriet er verdenskendt, og er et af hovedobservatorierne i verden. Aragats er også et populært mål for turister, særligt om sommeren. Syd for bjerget ligger byen Asjtarak, som er den største by i området, og på anden siden ligger flere mindre byer og landsbyer. 

## Sagn
Ifølge sagnet skal Grigor Lusavorich (Gregor Lysbringeren) have klatret til toppen af Aragat for at bede, da ham så et lys som kom ned mod ham fra himlen. Sagnet hævder at udvalgte fortsat kan se dette lys.

## Galleri
- Aragats set fra en bjergtop nær Ttujur, Aragatsotn
- De fire toppe på  Aragats